# Neue Film
Die Neue Film AG war eine Schweizer Filmproduktionsgesellschaft. 

## Geschichte
Die Neue Film wurde 1957 von Regisseur Franz Schnyder gegründet. Er suchte seine Unabhängigkeit, da ihm die letzten beiden Regiearbeiten von der Praesens-Film aufgezwungen wurden. In Burgdorf BE entstand sein eigenes Filmatelier. In den 2010 abgebrochenen Chicorée-Hallen in Alchenflüh hatte Schnyder die Studios seiner Firma Neue Film eingerichtet und dort mehrere seiner bekannten Filme realisiert.
Der Film Der 10. Mai befasste sich kritisch mit der Schweizer Zeitgeschichte, war aber beim Publikum nicht gefragt. Eine neue Fassung des Filmes brachte er 1976 ins Kino. Schnyder kehrte zum Werk von Jeremias Gotthelf zurück und es entstanden nicht weniger als vier Verfilmungen. Zu Kassenschlagern wurden Die Käserei in der Vehfreude und Geld und Geist. Da er mit dem Resultat des Zweiteilers Anne Bäbi Jowäger nicht zufrieden war, schnitt er die zwei Teile zusammen, was zur Kinoversion von 1962 führte. Eine weitere gekürzte Fassung kam 1978 heraus. Im Kino war Die sechs Kummerbuben ein Fehlschlag, lief aber als Fernsehserie in der Schweiz und in den USA äusserst erfolgreich. Die letzten beiden Filmproduktionen wurden in Farbe gedreht. Weitere Filmprojekte kamen über die Planung nicht hinaus.

## Spielfilme
- 1957: Die Angst vor der Gewalt (Der 10. Mai)
- 1958: Die Käserei in der Vehfreude
- 1960: Anne Bäbi Jowäger 1. Teil
- 1961: Anne Bäbi Jowäger 2. Teil
- 1964: Menschen der Berge (Geld und Geist)
- 1968: Die sechs Kummerbuben